# 1-Stunden-Rennen von Portland 1981

Portland International Raceway

Das 1-Stunden-Rennen von Portland 1981, auch G.I. Joe’s Datsun Grand Prix (Camel GT), Portland International Raceway, fand am 2. August dieses Jahres auf dem Portland International Raceway statt. Das Rennen war der 15. Lauf der IMSA-GTP-Serie 1981.

## Das Rennen
Mit einer Renndauer von nur einer Stunde war das Rennen in Portland ein Sprintrennen. Klaus Ludwig, der bei den letzten Veranstaltungen mit seinem Ford Mustang Turbo zum großen Gegner von Brian Redman wurde, fehlte in Portland. So blieb der Brite am International Raceway ungefährdet und siegte mit einer halben Minute Vorsprung auf Giampiero Moretti im Porsche 935/78-81.

## Ergebnisse

### Schlussklassement
| 1           | GTX | 7  | Cooke Woods Racing     | Brian Redman        | Lola T600              | 53 |
| 2           | GTX | 30 | Momo Penthouse         | Giampiero Moretti   | Porsche 935/78-81      | 52 |
| 3           | GTX | 9  | Garretson Racing       | Bobby Rahal         | Porsche 935K3/80       | 52 |
| 4           | GTX | 2  | BMW Motorsports        | David Hobbs         | BMW M-1/C              | 52 |
| 5           | GTX | 0  | Interscope Racing      | Ted Field           | Porsche 935K3/80       | 52 |
| 6           | GTX | 33 | Bob Sharp Racing       | Paul Newman         | Datsun 280ZX Turbo     | 50 |
| 7           | GTX | 46 | de Narváez Enterprises | Mauricio de Narváez | Porsche 935J           | 50 |
| 8           | GTO | 25 | Red Lobster Racing     | Dave Cowart         | BMW M1                 | 49 |
| 9           | GTO | 28 | Neil Shelton           | Neil Shelton        | Porsche Carrera RSR    | 49 |
| 10          | GTO | 83 | Electramotive          | Don Devendorf       | Datsun 280ZX Turbo     | 48 |
| 11          | GTO | 67 | Joe Crevier            | Joe Crevier         | BMW M1                 | 47 |
| 12          | GTO | 54 | David Schroeder        | David Schroeder     | Porsche Carrera RSR    | 47 |
| 13          | GTO | 68 |                        | Tom Eastham         | Chevrolet Camaro       | 47 |
| 14          | GTO | 04 | T & R Racing           | René Rodriguez      | Porsche Carrera RSR    | 47 |
| 15          | GTO | 49 | R. C. Copeman Racing   | Bob Copeman         | Porsche Carrera RSR    | 46 |
| 16          | GTO | 89 | Walter Benson          | Walter Benson       | Chevrolet Camaro       | 46 |
| 17          | GTO | 17 | Karl Durkheimer        | Karl Durkheimer     | Porsche Carrera RSR    | 45 |
| 18          | GTO |    | Chuck Kendall          | Chuck Kendall       | Porsche Carrera RSR    | 44 |
| Ausgefallen |     |    |                        |                     |                        |    |
| 19          | GTX | 76 | Joe Chamberlain        | Joe Chamberlain     | Chevrolet Corvette     | 36 |
| 20          | GTO | 73 |                        | Dan Pearson         | Chevrolet Corvette     | 35 |
| 21          | GTX | 27 | Rich Sloma             | Rich Sloma          | Chevrolet Corvette     | 30 |
| 22          | GTO | 11 | Dennis Aase            | Dennis Aase         | BMW M1                 | 30 |
| 23          | GTX | 8  | John Paul              | John Paul junior    | Lola T600              | 25 |
| 24          | GTX | 77 | Larry Stephens         | Hershel McGriff     | Chevrolet Corvette     | 20 |
| 25          | GTO | 29 | D. E. Nichols          | D. E. Nichols       | Chevrolet Corvette     | 2  |
| 26          | GTX | 91 | Gordie Smith           | Gordie Smith        | Plymouth Volare Duster | 1  |
| 27          | GTX | 1  | John Fitzpatrick       | John Fitzpatrick    | Porsche 935K3/80       | 1  |

### Nur in der Meldeliste
Hier finden sich Teams, Fahrer und Fahrzeuge, die ursprünglich für das Rennen gemeldet waren, aber aus den unterschiedlichsten Gründen daran nicht teilnahmen.
| Pos. | Klasse | Nr. | Team                    | Fahrer                     | Chassis             |
| ---- | ------ | --- | ----------------------- | -------------------------- | ------------------- |
| 28   | GTX    | 00  | Interscope Racing       | Ted Field                  | Porsche 935K3/80    |
| 29   | GTO    | 05  | T & R Racing            | Tico Almeida               | Porsche Carrera RSR |
| 30   | GTX    | 18  | John Paul junior        | John Paul junior           | Porsche 935 JLP-3   |
| 31   | GTO    | 31  | Tom Alan Marx           | Tom Alan Marx              | Porsche Carrera RSR |
| 32   | GTO    | 61  | Ardie Oji               | Ardie Oji                  | Chevrolet Monza     |
| 33   | GTO    | 66  | Gary English            | Gary English               | Chevrolet Camaro    |
| 34   | GTX    | 80  | Vic Manuelli            | Vic Manuelli               | De Tomaso Pantera   |
| 35   | GTO    | 82  | Trinity Racing          | Jim Cook                   | Mazda RX-7          |
| 36   | GTX    | 86  | Bayside Disposal Racing | Bruce Leven Hurley Haywood | Porsche 935/80      |

### Klassensieger
| Klasse | Fahrer       | Fahrzeug  | Platzierung im Gesamtklassement |
| ------ | ------------ | --------- | ------------------------------- |
| GTX    | Brian Redman | Lola T600 | Gesamtsieg                      |
| GTO    | Dave Cowart  | BMW M1    | Rang 8                          |

### Renndaten
- Gemeldet: 36
- Gestartet: 27
- Gewertet: 18
- Rennklassen: 2
- Zuschauer: unbekannt
- Wetter am Renntag: unbekannt
- Streckenlänge: 3,082 km
- Fahrzeit des Siegerteams: 1:00:07,340 Stunden
- Gesamtrunden des Siegerteams: 53
- Gesamtdistanz des Siegerteams: 163,348 km
- Siegerschnitt: 163,007 km/h
- Pole Position: John Paul junior – Lola T600 (#8) – 1:05,150 – 170,296 km/h
- Schnellste Rennrunde: John Paul junior – Lola T600 (#8) – 1:06,140 – 167,747 km/h
- Rennserie: 15. Lauf zur IMSA-GTP-Serie 1981